# Agino Selo
Agino Selo (en serbe cyrillique : Агино Село) est un village de Bosnie-Herzégovine. Il est situé sur le territoire de la ville de Banja Luka et dans la république serbe de Bosnie. Selon les premiers résultats du recensement bosnien de 2013, il compte 489 habitants.

## Géographie

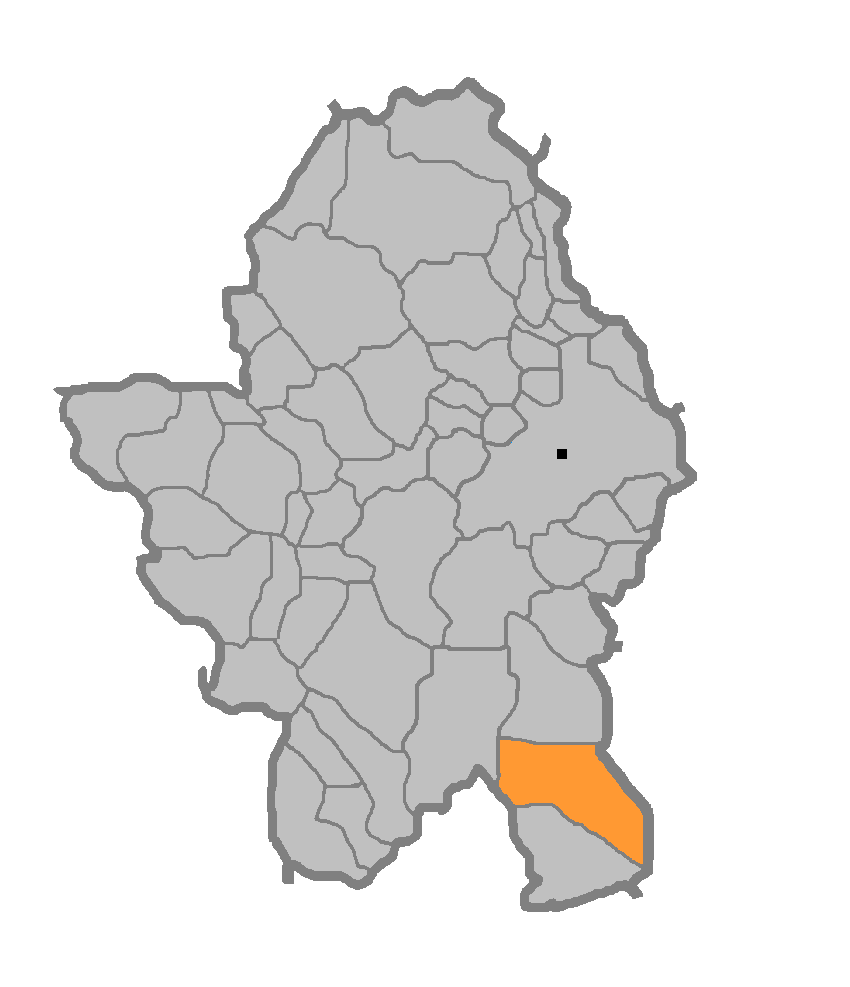
Localisation de la communauté locale d'Agino Selo dans la Ville de Banja Luka

Le village est situé au bord de la rivière Vrbas, un affluent droit de la Save.

## Histoire
Dans le village, l'église du Linceul-de-la-Mère-de-Dieu, une église orthodoxe serbe, a été construite en 1896.

## Démographie

### Évolution historique de la population dans la localité
| 1948 | 1953 | 1961  | 1971  | 1981  | 1991  | 2013 |
| ---- | ---- | ----- | ----- | ----- | ----- | ---- |
| -    | -    | 1 426 | 1 504 | 1 352 | 1 106 | 489  |

|  |